# Rhaphidophora amboinensis
Rhaphidophora amboinensis is een rechtvleugelig insect uit de familie grottensprinkhanen (Rhaphidophoridae). De wetenschappelijke naam van deze soort is voor het eerst geldig gepubliceerd in 1930 door Karny.